# Зейтинлъшки музей
Зейтинлъшкият музей (на гръцки: Μουσείο του Ζέιτενλικ) е военен музей в град, Солун, Гърция.

## Местоположение
Музеят е разположен на входа на френския сектор на военното гробище Зейтинлък.

## История
Малкият музей е построен в 2014 година от френското консулство в Солун, като продължение на цялостното обновяване на френската част на военното гробище Зейтинлък в 2011-2013 година. Създаването му е част от събитията по случай стогодишнината от Първата световна война. Музеят работи интерактивно с достъп до видеоклипове и преведени текстове на френски, гръцки и сръбски и чрез прожекция на документални филми. Първата част е посветена на гробището. Втората се отнася до Солунския фронт, докато третата се фокусира върху ежедневния живот на приблизително 300 хилядите френски войници, служили от 1915 до 1918 година на Солунския фронт, със снимков материал и предмети.